# Saint-Vincent-du-Boulay
 Saint-Vincent-du-Boulay  là một xã của tỉnh Eure, thuộc vùng Normandie, miền bắc nước Pháp.